# Мінархізм
Мінархізм (від латинської minimus — найменший + давньогрецького ἄρχη — початок, влада) — тип організації держави, у якому держава виконує тільки функції захисту прав громадян та оборони. Як правило, більшість мінархістів виступають за державне забезпечення тільки судової системи, поліції та армії.
Разом із анархо-капіталізмом є однією з галузей лібертаріанської політичної філософії. Синонімами мінархізму є такі поняття як мінімальний етатизм, мінімальний державний апарат та лімітований державний лібертаріанізм (лібертаріанство).

## Історія
У лібертаріанській політичній філософії держава - це «нічний сторож», єдиними функціями якого є забезпечення своїх громадян армією, поліцією і судами, таким чином захищаючи їх від агресії, крадіжок, порушення договорів і шахрайства. Велика Британія XIX століття була описана істориком Чарльзом Тауншендом як приклад цієї форми правління серед західних країн. Першопочатково був запропонований термін “держава — нічний сторож” (нім. Nachtwächterstaat) німецьким соціалістом Фердинандом Лассалем під час його промови в 1862 році в Берліні. Він критикував буржуазну ліберальну обмежену державу, порівнюючи її з нічним сторожем, чиїм єдиним обов’язком було б запобігати крадіжкам. Фразу швидко підхопили та застосовували для опису капіталістичної держави. Термін мінархізм ввів Семюель Конкін в 1970—1971 роках, тоді він описав його негативно. Цей термін популяризував Роберт Нозік у своїй праці “Анархія, Держава та Утопія” (1974).
Основа цього устрою держави зазвичай асоціюється з об'єктивізмом та праволіберальної політичної філософії. Однак, концепцією мінархізму не користуються анархічні ліволіберали. Проте деякі анархісти та ліволіберали також пропонують та підтримують мінархічний принцип через те, мережі соціального захисту є короткотривалими цілями для робочого класу; вони вірять, що відміна підтримки державою необхідна лише для знищення капіталізму та держави заодно. Інші ліволіберали надають перевагу корпоративному добробуту, ніж соціальній підтримці бідних.
Найвідоміші у світі мінархісти: Бенжамін Констан, Герберт Спенсер, Леонард Рід, Людвіг фон Мізес, Фрідріх фон Гаєк, Джеймс М. Б'юкенен, Мілтон Фрідман, Айн Ренд, Роберт Нозік.

## Опис
Функціями такої держави є неагресивний захист своїх громадян за допомогою війська, поліції та судів, таким чином це запобігатиме крадіжкам та конфліктам, також забезпечуватиме священне право на приватну власність. Мінархісти зазвичай пояснюють, що держава - це наслідок дотримання принципів антиагресії. Вони доводять те, що анархо-капіталізм є непрактичним, тому що він не може забезпечити функцію “нічного сторожа” задля уникнення конфліктів. Також типовим аргументом є неефективність судової системи при анархо-капіталізмі, оскільки компанії захищатимуть інтереси тих, хто їм більше платить. Деякі мінархісти кажуть, що держава — неминучий процес у суспільстві, вважаючи анархізм марним. Вони дотримуються думки Роберта Нозіка, котрий вважав державний принцип “нічного сторожа” основою, яка дозволяє працювати будь-якій політичній системі, яка поважає фундаментальні права особистості, тому цей вчений виправдовує існування держави.